# 최윤정 (1968년)
최윤정(1968년 4월 11일 ~ )은 대한민국의 텔레비전 드라마 작가다. 검사였던 아버지와 디자이너였던 어머니 사이에서 태어나 외동딸로 유복하게 자랐다.
방송을 시작한 계기는 연세대 아동학과를 나온 그는 졸업논문을 쓰기 위해 방송 3사의 유아프로그램을 모니터하였고, 반론을 듣기 위해 모니터한 결과를 담당 PD들에게 보냈다. 당시 MBC 《뽀뽀뽀》 연출자는 “맹랑하지만 제법 글솜씨는 있다”며 구성작가로 일해 볼 것을 권유하였고, 《뽀뽀뽀》 구성작가를 시작으로 EBS에서 수백 편의 캠페인 드라마와 라디오 드라마를 썼다. 이후 1993년 MBC 시트콤 《김가이가》를 통해 드라마 작가로 데뷔하였다.

## 학력
- 서문여자고등학교
- 연세대학교 아동학과

## 집필 작품

### 드라마
- MBC 일요 시트콤 《김가이가》 (1993년) - 데뷔작
- KBS1 설특집 드라마 《너의 뺨에 입맞추리》 (1994년 2월 11일 ~ 1994년 2월 12일)
- KBS1 일일 드라마 《하늘 바라기》 (1995년 1월 2일 ~ 1995년 3월 31일)
- KBS2 수목드라마 《가면 속의 천사》 (1995년 7월 5일 ~ 1995년 8월 24일)
- MBC 월화드라마 《아이싱》 (1996년 7월 1일 ~ 1996년 8월 27일)
- KBS2 월화드라마 《프로포즈》 (1997년 6월 9일 ~ 1997년 7월 22일)
- KBS2 주말드라마 《웨딩드레스》 (1997년 12월 6일 ~ 1998년 2월 15일)
- KBS1 일일연속극 《내사랑 내곁에》 (1998년 8월 31일 ~ 1999년 4월 2일)
- KBS2 월화드라마 《초대》 (1999년 9월 20일 ~ 1999년 11월 9일)
- KBS1 일일드라마 《좋은걸 어떡해》 (2000년 5월 1일 ~ 2001년 2월 2일)
- KBS2 주말드라마 《아버지처럼 살기 싫었어》 (2001년 9월 15일 ~ 2002년 2월 24일)
- MBC 아침드라마 《황금마차》 (2002년 7월 1일 ~ 2003년 3월 1일)
- SBS 일일드라마 《흥부네 박터졌네》 (2003년 10월 27일 ~ 2004년 4월 29일)
- KBS2 예능프로그램 《개그콘서트 - 동작그만》 (2004년 5월 16일 ~ 2005년 4월 10일)
- MBC 주말연속극 《사랑찬가》 (2005년 5월 14일 ~ 2005년 10월 2일)
- KBS2 수목드라마 《도망자 이두용》 (2006년 9월 27일 ~ 2006년 10월 4일)
- SBS 월화드라마 《사랑하는 사람아》 (2007년 1월 15일 ~ 2007년 3월 27일)
- SBS 일일드라마 《세 자매》 (2010년 4월 19일 ~ 2010년 10월 27일)
- SBS 일일드라마 《사랑만 할래》 (2014년 6월 2일 ~ 2014년 12월 12일)

### 영화
- 2001년 《좋은걸 어떡해》 - 각본

## 참고 사항
- 2001년부터 2006년까지 더체인지(구 김종학프로덕션), 에이엠문과 함께 4차례에 걸쳐 드라마 대본 집필 전속 계약을 체결했지만 더체인지의 동의 없이 <세 자매> 제작에 참여했고 이 과정에서 더체인지는 2010년 8월 21일 최윤정 작가와 에이엠문을 상대로 선급금 반환 청구 소송을 제기했다.[2]

## 수상
- 1995년 MBC 연기대상 작가상 《짝》
- 2000년 KBS 연기대상 작가상 《좋은걸 어떡해》

## 같이 보기
- 윤석호